# Мадонна гори Кармель з душами у чистилищі
«Мадонна гори Кармель з душами у чистилищі» (італ. La Vergine del Carmelo con le anime del purgatorio) — картина італійського живописця Джованні Баттісти Тьєполо (1696–1770), представника венеціанської школи. Створена у період між 1721–1727 роками. 
З 1925 року зберігається в колекції Пінакотеки Брера у Мілані.

## Історія
Картина була замовлена для каплиці братства Ектеньї у церкві Сант'Аполлінаре у Венеції. Після Наполеонівських війн полотно було продане на антикварному ринку і розділено на дві частини: ліва половина, де зображені душі чистилища і янгол, що летить над ними, була відокремлена від головної сцени, де Мадонна осяює сіянням святих кармелітського ордену. 
Дві половини полотна були придбані на одному з паризьких аукціонів, у 1925 році подаровані Пінакотеці Брера у Мілані і знову остаточно об'єднані.

## Опис
Це полотно, яке відноситься до періоду розквіту Тьєполо, демонструє знання художника робіт таких венеціанських майстрів початку XVIII століття, як Джованні Баттіста П'яцетта і Себастьяно Річчі. Головна сцена зображує Діву Марію, яка передає святому Симону Стоку (1165–1265) чернечий капюшон, типовий для кармелітів. Це є і знаком, що підтверджує покровительство Мадонни ордену, так і символом спокутування гріхів. 
Зображення душ чистилища походить від призначення полотна: каплиця братства Ектеньї використовувалась і в практиці спокутування гріхів. Цей сюжет нечасто зустрічається у живописі, і перед художником стояла задача знайти органічне співвідношення між стражданнями і спасінням через покутні молитви. 
Поруч Мадонни зображена свята Тереза Авільська (1515–1582). У мистецтві епохи бароко реформаторка кармелітського ордену зображувалась у момент містичного екстазу; Тьєполо не виявляє рис її обличчя, але надає іспанській святій силу духовного прагнення, екзальтовану і схвильовану експресію. 